# Cohomologia de Čech
En matemàtiques, específicament la topologia algebraica, la Cohomologia de Čech és una teoria de cohomologia basada en les propietats de conjunts oberts i recobriments despai topològic. Es diu així pel matemàtic txec Eduard Čech.

## Motivació
Essent X un espai topològic, i essent {\displaystyle {\mathcal {U}}} un recocobriment obert de X. Es defineix N(U) com el nervi del recobriment. La idea de la cohomologia Čech és que, per a un recobriment obert {\displaystyle {\mathcal {U}}} que consisteix en conjunts oberts prou petits, el complex simplicial resultant N(U) hauria de ser un bon model combinatori per a l'espai X.
Per a aquest recobriment, la cohomologia Čech de X es defineix com la cohomologia simplicial del nervi.Aquesta idea es pot formalitzar amb la noció d'un bon recobriment.
Tanmateix, un enfocament més general és prendre el límit directe dels grups de cohomologia del nervi sobre el sistema de tots els recobriments oberts possibles de X ordenats per refinament.

## Definició
Considerem un espai X. La cohomologa de Čech de coefficients en un prefeix {\displaystyle {\mathcal {F}}} de grups abelians es donat pel limit inductiu.
{\displaystyle {\check {H}}^{n}(X,{\mathcal {F}}):=\varinjlim _{\mathcal {U}}{\check {H}}^{n}({\mathcal {U}},{\mathcal {F}})}
on {\displaystyle {\mathcal {U}}} són els recobriments de X permesos per la topologia, ordenats per refinament.
La cohomologia de Čech d'un recobrimentdonat {\displaystyle {\mathcal {U}}=\left\{U_{i}\right\}_{i\in I}} localemnt finit. El grup de les k-cocadenes es definit per::
{\displaystyle {\check {C}}^{k}({\mathcal {U}},{\mathcal {F}})=\bigoplus _{i_{0}<\cdots <i_{k}}{\mathcal {F}}\left(U_{i_{0}}\cap \cdots \cap U_{i_{k}}\right)}
En altres termes, una k-cocadena de Čech és una funcó {\displaystyle \alpha } definida sobre les k-cares del nervi de recobriment, tal que els valro presos sobre els oberts que el constitueixen es troben en {\displaystyle {\mathcal {F}}(U_{i_{0}}\cup \cdots \cup U_{i_{k}})}.
L'opéradeur de cobord {\displaystyle \mathrm {d} :{\check {C}}^{k}({\mathcal {U}},{\mathcal {F}})\to {\check {C}}^{k+1}({\mathcal {U}},{\mathcal {F}})} es definit per:
{\displaystyle \mathrm {d} \alpha \left(U_{i_{0}}\cap \cdots \cap U_{i_{k}}\right)=\sum _{j=0}^{k+1}(-1)^{j}\alpha \left(U_{i_{0}}\cap \cdots \cap U_{i_{j-1}}\cap U_{i_{j+1}}\cap \cdots \cap U_{i_{k}}\right)}
Es verifica notablement que {\displaystyle \mathrm {d} \circ \mathrm {d} =0}.
Aleshores epodem definir els grups de k-cobords i de k-cocicles de la manera classica :
{\displaystyle {\check {B}}^{k}({\mathcal {U}},{\mathcal {F}})=\mathrm {im} \left(\mathrm {d} :{\check {C}}^{k-1}({\mathcal {U}},{\mathcal {F}})\to {\check {C}}^{k}({\mathcal {U}},{\mathcal {F}})\right)}
{\displaystyle {\check {Z}}^{k}({\mathcal {U}},{\mathcal {F}})=\mathrm {ker} \left(\mathrm {d} :{\check {C}}^{k}({\mathcal {U}},{\mathcal {F}})\to {\check {C}}^{k+1}({\mathcal {U}},{\mathcal {F}})\right)}
i el k-èssim grup de cohomologia de Čech és definit com el seu quocient:
{\displaystyle {\check {H}}^{k}({\mathcal {U}},{\mathcal {F}})={\check {Z}}^{k}({\mathcal {U}},{\mathcal {F}})/{\check {B}}^{k}({\mathcal {U}},{\mathcal {F}})}